# Organ (biologija)
Organ (iz grške besede ὄργανον - organon: »inštrument, orodje«) je v biologiji urejen skupek tkiv, ki v organizmu opravlja določeno nalogo oz. naloge. Organi, sorodni po funkciji, se povezujejo v organske sisteme, ki opravljajo kompleksnejše naloge. Za primer, ledvica je vretenčarski organ, ki ima glavno nalogo filtriranja odpadnega dušika iz krvi. Skupaj s sečevodom, mehurjem in sečnico tvori izločalni sistem, ki v organizmu vzdržuje ravnovesje telesnih tekočin in elektrolitov ter izloča dušik (pri človeku in drugih sesalcih v obliki urina).
Pri živalih so organi največkrat zgrajeni iz glavnega in podpornih tkiv. Za primer, mišice gradi v glavnem mišično tkivo, kot podporna tkiva pa služijo vezivno in živčno tkivo, kri idr. To raven organizacije pri živalih prvič zasledimo pri ploskih črvih; primitivnejše živali, kot so plakozoji, spužve, rebrače in ožigalkarji, nimajo organov.
Rastlinske organe lahko razdelimo v vegetativne in reproduktivne (razmnoževalne). Vegetativni so korenina, steblo in list, reproduktivni pa cvet, seme in plod pri kritosemenkah oz. strobilus (poznan pri mnogih rastlinah kot storž) pri golosemenkah. Po tem da imajo diferencirane organe ločimo »višje rastline« od »nižjih«.
Na celični ravni je analog organu organel (pri evkariontskih celicah).